# فرودگاه لاورو کورتز
فرودگاه لاورو کورتز  (به انگلیسی: Lauro Kurtz Airport) (به زبان بومی: Aeroporto Lauro Kurtz) یک فرودگاه همگانی مسافربری با کد یاتا PFB است که یک باند فرود آسفالت دارد و طول باند آن ۱۷۰۰ متر است. این فرودگاه در کشور برزیل قرار دارد و در ارتفاع ۷۲۴ متری از سطح دریا واقع شده است.

## شرکت‌های هواپیمایی و مقصدهای پروازی
| شرکت‌های هواپیمایی     | مقصدهای پروازی                  |
| --------------------- | ------------------------------- |
| آزول برزیلین ایرلاینز | ویراکوپوس-کامپیناس، سلگدو فیلهو |